# Campeonato Europeo de Lucha de 2004
El LVI Campeonato Europeo de Lucha se celebró en tres sedes distintas. Las competiciones de lucha grecorromana y de lucha libre femenina en Haparanda (Suecia) entre el 9 y el 12 de abril y las de lucha libre masculina en Ankara (Turquía) el 25 de abril de 2004. Fue organizado por la Federación Internacional de Luchas Asociadas (FILA) y las correspondientes federaciones nacionales de los países sedes respectivos.

## Resultados

### Lucha grecorromana masculina
| Evento | Oro                       | Plata                              | Bronce                         |
| ------ | ------------------------- | ---------------------------------- | ------------------------------ |
| 55 kg  | Bayram Özdemir Turquía    | Artiom Kiureguian · Grecia         | Petr Švehla · República Checa  |
| 60 kg  | Vahan Dzhuharian Armenia  | Davor Štefanek Serbia y Montenegro | Ivan Alexandrov Israel         |
| 66 kg  | Armen Vardanian · Ucrania | Vitali Zhuk · Bielorrusia          | Ari-Pekka Härkänen · Finlandia |
| 74 kg  | Mijail Ivanchenko · Rusia | Vasyl Rachyba · Ucrania            | Aleh Mijalovich · Bielorrusia  |
| 84 kg  | Nazmi Avluca Turquía      | Dimitrios Avramis · Grecia         | Sándor Bárdosi · Hungría       |
| 96 kg  | Martin Lidberg · Suecia   | Serguei Lishtvan · Bielorrusia     | Marek Švec · República Checa   |
| 120 kg | Yuri Patrikeyev · Rusia   | Kostiantyn Stryzhak · Ucrania      | Serguei Mureiko Bulgaria       |

### Lucha libre masculina
| Evento | Oro                          | Plata                             | Bronce                       |
| ------ | ---------------------------- | --------------------------------- | ---------------------------- |
| 55 kg  | Martin Berberian Armenia     | Adam Batirov · Rusia              | Ivan Dzhorev Bulgaria        |
| 60 kg  | Tevfik Odabaşı Turquía       | Alan Dudayev · Rusia              | Vasyl Fedoryshyn · Ucrania   |
| 66 kg  | Majach Murtazaliyev · Rusia  | Elbrus Tedeyev · Ucrania          | Ömer Çubukçu Turquía         |
| 74 kg  | Ruslan Kokayev · Rusia       | Murad Gaidarov · Bielorrusia      | Emzarios Bentinidis · Grecia |
| 84 kg  | Gökhan Yavaşer Turquía       | Revaz Mindorashvili Georgia       | Lázaros Loizidis · Grecia    |
| 96 kg  | Jadzhimurat Gatsalov · Rusia | Vadym Tasoyev · Ucrania           | Rüstəm Ağayev Azerbaiyán     |
| 120 kg | Aydın Polatçı Turquía        | Kuramagomed Kuramagomedov · Rusia | Serhi Priadun · Ucrania      |

### Lucha libre femenina
| Evento | Oro                            | Plata                      | Bronce                       |
| ------ | ------------------------------ | -------------------------- | ---------------------------- |
| 48 kg  | Iryna Merleni · Ucrania        | Brigitte Wagner · Alemania | Myrsini Koloni · Grecia      |
| 51 kg  | Inesa Rebar · Ucrania          | Ida Hellström · Suecia     | Alena Kareicha · Bielorrusia |
| 55 kg  | Ida-Theres Nerell · Suecia     | Tetiana Lazareva · Ucrania | Natalia Karamchakova · Rusia |
| 59 kg  | Helena Allandi · Suecia        | Sabrina Esposito · Italia  | Liubov Volosova · Rusia      |
| 63 kg  | Aliona Kartashova · Rusia      | Stéphanie Groß · Alemania  | Sara Eriksson · Suecia       |
| 67 kg  | Kateryna Burmistrova · Ucrania | Lise Legrand Francia       | Svetlana Martinenko · Rusia  |
| 72 kg  | Guiuzel Maniurova · Rusia      | Svitlana Sayenko · Ucrania | Anna Wawrzycka · Polonia     |

## Medallero
| Núm. | País                | Oro | Plata | Bronce | Total |
| ---- | ------------------- | --- | ----- | ------ | ----- |
| 1    | Rusia               | 7   | 3     | 3      | 13    |
| 2    | Turquía             | 5   | 0     | 1      | 6     |
| 3    | Ucrania             | 4   | 6     | 2      | 12    |
| 4    | Suecia              | 3   | 1     | 1      | 5     |
| 5    | Armenia             | 2   | 0     | 0      | 2     |
| 6    | Bielorrusia         | 0   | 3     | 2      | 5     |
| 7    | Grecia              | 0   | 2     | 3      | 5     |
| 8    | Alemania            | 0   | 2     | 0      | 2     |
| 9    | Francia             | 0   | 1     | 0      | 1     |
| 9    | Georgia             | 0   | 1     | 0      | 1     |
| 9    | Italia              | 0   | 1     | 0      | 1     |
| 9    | Serbia y Montenegro | 0   | 1     | 0      | 1     |
| 13   | Bulgaria            | 0   | 0     | 2      | 2     |
| 13   | República Checa     | 0   | 0     | 2      | 2     |
| 15   | Azerbaiyán          | 0   | 0     | 1      | 1     |
| 15   | Finlandia           | 0   | 0     | 1      | 1     |
| 15   | Hungría             | 0   | 0     | 1      | 1     |
| 15   | Israel              | 0   | 0     | 1      | 1     |
| 15   | Polonia             | 0   | 0     | 1      | 1     |
|      | TOTAL               | 21  | 21    | 21     | 63    |